# Мирне
 Тази статия е за селището в Запорожка област, Украйна.  За селището в Херсонска област вижте Мирне (Херсонска област).  
Мирне (на украински: Мирне) е селище от градски тип в Южна Украйна, Мелитополски район на Запорожка област. Населението му е около 3111 души.
Селището е под руска окупация от март 2022 г.